# My Money Bank
My Money Bank (anciennement SOVAC, puis GE Money Bank) est une banque française fondée en 1919 en tant que « Société de Vente des Automobiles Citroën » (SOVAC). Elle est spécialisée dans les solutions de regroupement de crédit et les services financiers. 
My Money Bank est une filiale de la holding bancaire Promontoria MMB dénommée successivement My Money Group puis Groupe  Crédit commercial de France (CCF). Au sein de cette holding cohabitent les activités de regroupement de crédit de My Money Bank d'une part, et celles de banque de détail de HSBC France d'autre part.

## Historique

### 1920: la Société de Vente des Automobiles Citroën
En 1919, André Citroën fonde la « Société de Vente des Automobiles Citroën » (SOVAC) pour le financement de ses véhicules.
En 1927, la banque Lazard renégocie la dette du constructeur automobile Citroën, et lui rachète la SOVAC, la filiale de Citroën spécialisée dans la vente d'automobiles à crédit qui lui servira plus tard à distribuer de nombreux crédits,.

### 1995: GE Money Bank France
En 1995, l'américain General Electric, à travers sa filiale GE Capital, rachète la SOVAC, qui devient GE Money Bank France.
En 2004, GE Money Bank France rachète la Banque Royal Saint-Georges.

### 2016: reprise par le fonds vautour américain Cerberus
En 2016, GE Capital cède sa filiale GE Money Bank France au fonds américain Cerberus.
En mars 2020, Promontoria MMB, holding de My Money Bank, finalise le rachat de la « Société Générale de Banque aux Antilles » (SGBA) au groupe bancaire français Société générale, qui réunit 5 agences et 130 salariés aux Antilles et en Guyane. Dans les mois suivants, la Société Générale de Banque aux Antilles devient la Banque des Caraïbes.

### 2023: rachat de la banque de détail de HSBC en France et fermeture de la Banque des Caraïbes
En mai 2021, HSBC annonce la cession de sa banque de détail en France au fonds américain Cerberus pour 1 milliard d'euros entièrement recapitalisés par HSBC. Cerberus acquiert ce réseau d'agence via la Banque des Caraïbes et compte ressusciter la marque « Crédit commercial de France » (CCF).
En août 2023, My Money Group annonce quitter les Antilles et la Guyane et ferme ainsi la totalité des agences de sa filiale Banque des Caraïbes, anciennement la Société Générale de Banque aux Antilles.
En janvier 2024, My Money Group – contrôlé par le fonds américain Cerberus – devient le groupe CCF à l'issue de la reprise des activités de banque de détail de HSBC en France et le retour de la marque Crédit commercial de France.

## Identité visuelle

Logo de GE Money Bank France 1995 à 2017.
Logo de My Money Bank depuis 2017.